# Wiesław Zimowski
Wiesław Zimowski (ur. 11 kwietnia 1953 w Tarnowie, zm. 16 września 2022 w Rzuchowej) – polski samorządowiec i nauczyciel, w latach 2002–2006 członek zarządu województwa małopolskiego II kadencji, w latach 2006–2010 wójt gminy Pleśna.

## Życiorys
Syn Józefa i Adeli. Ukończył technikum chemiczne w Tarnowie o specjalności automatyka przemysłowa oraz studia na Wydziale Mechanicznym Politechniki Krakowskiej o specjalności samochody i ciągniki. Kształcił się podyplomowo w zakresie organizacji i zarządzania na Akademii Ekonomicznej w Katowicach. Przez 25 lat pracował jako nauczyciel przedmiotów zawodowych w Zespole Szkół Technicznych im. Ignacego Mościckiego w Tarnowie, od 1991 do 2005 będąc jego dyrektorem. Został pełnomocnikiem wojewody ds. utworzenia Państwowej Wyższej Szkoły zawodowej w Tarnowie, a także ekspertem Ministerstwa Edukacji Narodowej ds. awansu zawodowego nauczycieli.
Związał się z Ligą Polskich Rodzin, z której wystąpił przed 2006. Był radnym gminy Pleśna. 20 listopada 2002 został z rekomendacji LPR powołany na członka zarządu województwa małopolskiego, odpowiedzialnego za infrastrukturę, rolnictwo, edukację i sport. Zakończył pełnienie funkcji wraz z całym zarządem 27 listopada 2006. W tym samym roku został wybrany wójtem gminy Pleśna, w 2010 nie uzyskał reelekcji.
Zmarł 16 września 2022. 19 września 2022 został pochowany na cmentarzu w Rzuchowej.

## Życie prywatne
Żonaty z Marią, ma dwie córki. Zamieszkał w Rzuchowej. Stryjeczny brat biskupa radomskiego Zygmunta Zimowskiego.

## Odznaczenia
Odznaczony m.in. Medal Komisji Edukacji Narodowej, Srebrnym (2000) i Złotym (2005) Krzyżem Zasługi, a także medalami m.in. PWSZ w Tarnowie i Małopolskiej Wyższej Szkoły Ekonomicznej w Tarnowie.